# Béla Varga
Béla Varga [ˈbeːlɒ ˈvɒrɡɒ] (* 2. Juli 1889 in Kiskunfélegyháza; † 3. April 1969 in Budapest) war ein ungarischer Ringer.

## Werdegang
Béla Varga war ein hervorragender ungarischer Ringer aus der Zeit kurz vor und kurz nach dem Ersten Weltkrieg. Er gehörte den Budapester Vereinen Atléta Kör (BAK) bzw. Magyar Atletikai Club (MAC) an. Varga begann 1907 mit dem Ringen und startete im damals üblichen griechisch-römischen Stil.
Seine internationale Laufbahn begann bereits 1910, als er bei der Weltmeisterschaft in Wien im Schwergewicht startete und gleich den Titel gewann. Diese Weltmeisterschaft wurde in nur zwei Gewichtsklassen ausgetragen, bis 75 kg Körpergewicht und über 75 kg Körpergewicht und hatte wie die meisten anderen internationalen Meisterschaften jener Jahre inoffiziellen Charakter. Es starteten dabei nur Ringer aus Österreich und aus Ungarn.
Im Jahre 1912 wurde in Budapest eine Europameisterschaft ausgetragen. Varga startete dabei im Halbschwergewicht (bis 82,5 kg Körpergewicht) und gewann erneut den Titel. Im Endkampf besiegte er den Breslauer Karl Paulini. Im gleichen Jahr vertrat er Ungarn auch bei den Olympischen Spielen in Stockholm. Er rang dort ausgezeichnet und gewann unter 29 Teilnehmern die Bronzemedaille. Gegen Anders Ahlgren aus Schweden und Ivar Böhling aus Finnland musste er sich dabei geschlagen geben. Im Jahr 1913 gewann er in Budapest wieder den Titel eines Europameisters im Halbschwergewicht. Sein härtester Gegner war dabei der Däne Harald Christensen, den er aber besiegen konnte.
Nach dem Ersten Weltkrieg war Varga auch noch bei drei weiteren internationalen Meisterschaften, darunter den Olympischen Spielen 1924 in Paris, am Start. Er konnte aber keine Medaillen mehr erringen. Inzwischen war eine neue Ringergeneration herangewachsen, gegen die Varga keine Chance mehr hatte. Carl Westergren und Rudolf Svensson aus Schweden, Edil Rosenqvist und Onni Pellinen aus Finnland und Robert Rupp aus Deutschland waren die Protagonisten dieser Generation.
Die Ergebnisse der internationalen Meisterschaften, an denen Béla Varga teilnahm, sind aus dem folgenden Abschnitt zu ersehen.

## Internationale Meisterschaften
(OS = Olympische Spiele, WM = Weltmeisterschaft, EM = Europameisterschaft, GR = griech.-röm. Stil, Hs = Halbschwergewicht, S = Schwergewicht, damals in der Regel bis 82,5 kg bzw. über 82,5 kg Körpergewicht)
- 1910, 1. Platz, WM in Wien, GR, S (+ 75 kg Körpergewicht), vor Josef Rossum, Österreich, Ludwig Kossuth, Österreich, Karl Schönbauer, Österreich und Ernő Schwarz, Ungarn;
- 1912, 1. Platz, EM in Budapest, GR, Hs, vor Karl Paulini, Deutschland, Sándor Újlaki, Ungarn, Fejér, Ungarn und Guczul, Ungarn;
- 1912, Bronzemedaille, OS in Stockholm, Gr, Hs, hinter Anders Ahlgren, Schweden und Ivar Böhling, Finnland und vor Fritz Lange, Deutschland und Harald Christensen, Dänemark;
- 1913, 1. Platz, EM in Budapest, GR, Hs, vor Harald Christensen, József Maróthy, Ungarn, František Kopřiva, Böhmen und Unno Pelander, Finnland;
- 1922, 6. Platz, WM in Stockholm, GR, S, hinter Edil Rosenqvist, Finnland, Rudolf Svensson, Schweden, Svend Nielsen, Dänemark, Gustaf Lindquist, Schweden und Arthur Kukk, Estland;
- 1924, 5. Platz, OS in Paris, GR, Hs, hinter Carl Westergren, Schweden, Svensson, Onni Pellinen, Finnland und Emil Wecksten, Finnland;
- 1925, 7. Platz, EM in Mailand, GR, Hs, hinter Carl Westergren, Robert Rupp, Deutschland, László Papp, Ungarn, Aldo Cattai, Italien, Hans Pöhlmann, Deutschland und Renato Campagnoli, Italien

## Ungarische Meisterschaften
Béla Varga wurde 1921, 1923 und 1924 ungarischer Meister im Halbschwergewicht.